# Тюлень-крабоїд
Тюлень-крабоїд (Lobodon carcinophaga) — єдиний вид тварин з роду Lobodon із родини тюленевих; поширений у водах, що оточують Антарктиду. Іноді L. carcinophaga запливають на північ Нової Зеландії, на південь узбережжя Африки, Австралії та Південної Америки. Живі тварини були знайдені за 113 км від відкритої води, на висоті 920 м над рівнем моря; трупи були знайдені вище 1100 м над рівнем моря. Етимологія: лат. lobus — доля, грец. ὀδών — зуб (вказуючи на унікальні дольчаті заіклові зуби).

## Опис
Дорослі досягають 2.6 м в довжину і важать близько 200–300 кг, самці трохи менші за самиць. Новонароджені, як вважається, не менше 1 м і 20 кг. Середній вік статевого дозрівання у самиць коливається від 2.5 до 4.2 років, і ці зміни можуть бути пов'язані зі змінами в достатку їжі. Після літнього линяння у січні лютому забарвлення тюленя-крабоїда головним чином темно-коричневе на спині, змінюючись до білявого на животі. На спині й боках є велике шоколадно-коричневе маркування перерване легко-коричневим. Ласти найтемніша частина тіла. Хутро блідішає протягом року, досягаючи майже рівномірного білявого або кремово-білого кольору влітку. Тіло відносно тонке, писок довгий. Тюлень-крабоїд має чудову маневровість на снігу або на льоду, і може бути найшвидшим ластоногим там, досягаючи швидкості до 25 км/год. 

## Біологія
Тюлень-крабоїд тримається в невеликих соціальних одиницях, які, очевидно, утворюються в сезон розмноження навесні, коли вагітні самиці переходять на зручні крижини, щоб народити. Незадовго до і після пологів до кожної самиці приєднується самець, який охороняє самицю і цуценят від інших самців, а також від можливих хижаків. Самиця, однак, жорстко тримає самця у страху, поки її цуценята годуються молоком, приблизно через 4 тижні після пологів. Парування відбувається з жовтня по грудень і відбувається на льоду, а не в воді, як у більшості полярних тюленів. Дітонародження відбувається з серпня по листопад. Вагітність загалом триває 11 місяців. Цуценята народжуються з м'яким сіро-коричневим хутром. За 4-тижневий період лактації вага малят виростає з 25 до 120 кг.
Хижаками є косатка і морський леопард. Живиться майже виключно крилем і невеликими креветкоподібними тваринами родини Euphausiidae. Ймовірно живляться вони вночі.